# Bullewijkpadbrug
De Bullewijkpadbrug (brug 1083) is een bouwkundig kunstwerk uit 1981 in Amsterdam-Zuid. Het is sinds de bouw van de Gaasperdammertunnel nog de enig bestaande brug in de serie 1080-1089.
Het ontwerp voor de brug in de vorm van een viaduct kwam van Dirk Sterenberg werkend bij de Dienst der Publieke Werken. Hij moest een overspanning maken in de almaar langer wordende Gooiseweg richting de rijksweg 9. Dit keer was het traject tussen de Karspeldreef en Gaasperdammerweg aan de beurt. Sterenberg had het druk in Amsterdam-Zuidoost, er moesten in korte tijd veel brugachtige constructies ontworpen en gebouwd worden in verband met de gescheiden verkeersstromen als ook de waterhuishouding in deze polder. Sterenberg ontwierp ze dan ook als een soort serie. Ook deze kruising met het Bullewijkpad en parallel lopende afwateringstocht werd als zodanig uitgevoerd. Ze lijkt op andere viaducten in de Gooiseweg: een betonnen liggerbrug met brugpijlers in het midden waarop een breed juk, waarop weer de liggers rusten. Sterenberg, ook beeldhouwer/kunstenaar, lijkt zich bij dit viaduct uitgeleefd te hebben in de betonconstructie van pijlers en jukken. Op de betonnen fundering staan drie robuuste ronde betonnen kolommen, die naast elkaar staan. Deze drie pijlers dragen het juk, dat in de meeste gevallen bestaat uit een dwarsbalk, maar hier een heel vlak in beslag neemt. De vlakken aan beide zijden zijn in wisselend grof en glad beton uitgevoerd, zodat er enige tekening (tegelmotief) op het grote vlak is te zien. De uiteinden van het vlak zijn uitgevoerd als een modern abstract sculptuur, dat tevens zorg draagt voor de afvoer van regenwater. Dat regenwater wordt geleid naar twee hangende punten. Het juk draagt aan beide uiteinden van de overspanning een lantaarn.
In april 1981 begonnen de heiwerkzaamheden. Het viaduct werd inclusief geluidsschermen opgeleverd.
Het viaduct ging vanaf 1981 naamloos door het leven met het nummer 1083. Amsterdam vernoemde op 8 december 2017 (bijna) alle viaducten in de ringweg, om een betere plaatsaanduiding te krijgen. Op die datum werd de nieuwe naam opgenomen in de Basisadministratie Adressen en Gebouwen (BAG). Het bouwwerk werd daarbij vernoemd naar het onderliggende Bullewijkpad, dat op haar beurt is vernoemd naar de wijk waarin zij deels loopt en die is weer genoemd naar de Bullewijk, een riviertje. Amsterdam kent ook een Bullewijkbrug over hetzelfde pad, maar dan in de Huntumdreef, bijna 750 meter naar het westen.

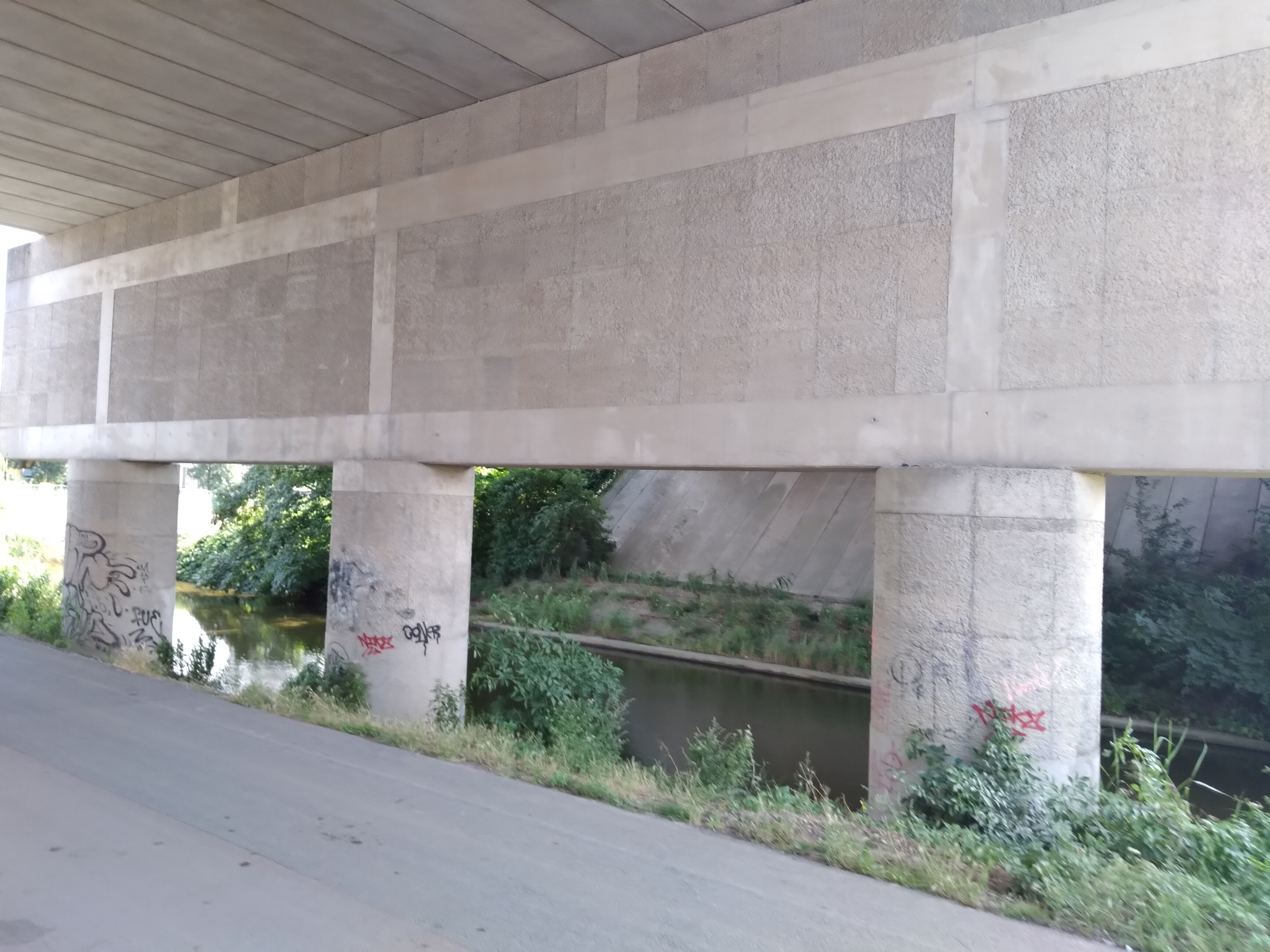
Pijlers en juk van brug 1083 (augustus 2021)

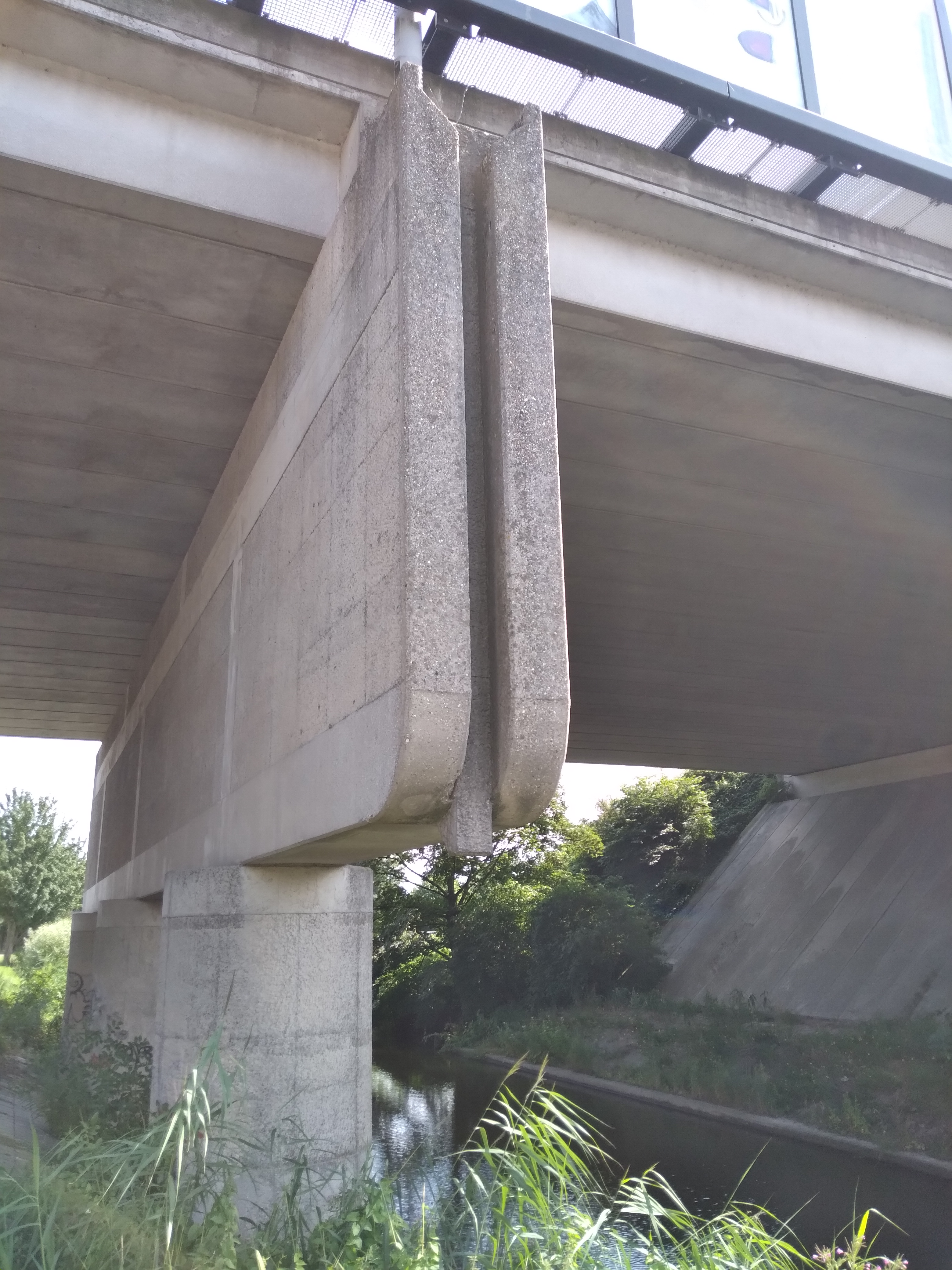
Juk met afwatering (augustus 2021)

<<< · 1000 · 1001 · 1002 · 1003 · 1004 · 1005 · 1006 · 1007 · 1008 · 1009 · 1010 · 1011 · 1012 · 1013 · 1014 · 1018 · 1028 · 1029 · 1030 · 1032 · 1033 · 1034 · 1035 · 1036 · 1037 · 1038 · 1039 · 1040 · 1041 · 1044 · 1045 · 1046 · 1048 · 1049 · 1050 · 1051 · 1062 · 1063 · 1064 · 1065 · 1066 · 1067 · 1076 · 1077 · 1078 · 1083 · 1090 · 1092 · 1093 · 1094 · 1095 · 1096 · 1097 · 1098 · 1099 · >>>
Brugnummers  1015, 1016, 1017, 1019, 1020, 1021, 1022, 1023, 1024, 1025, 1026, 1027, 1031, 1042, 1043, 1047, 1052/1053 (niet gebouwd), 1054, 1055, 1056, 1057, 1058, 1059, 1060, 1061, 1068, 1069-1075, 1079, 1080, 1081, 1082, 1084-1088, 1089 en 1091 (onbekend) zijn niet meer vergeven. De meesten daarvan zijn gesloopt in verband met sanering Zuidoost. Alle bruggen lagen en liggen in Zuidoost behalve bruggen 1000 en 1002.